# Trichosporum symbioticum
Trichosporum symbioticum är en svampart som beskrevs av E. Wright 1935. Trichosporum symbioticum ingår i släktet Trichosporum och familjen Piedraiaceae.   Inga underarter finns listade i Catalogue of Life.